# Jacob van Zinderen Bakker
Jacob (van Zinderen) Bakker (Kortezwaag, 16 april 1886 – 25 juni 1973) was raadsadviseur bij het Nederlandse ministerie van Financiën en bestuurder van het Nationaal Park De Hoge Veluwe.

## Leven en werk
Bakker werd in 1886 in Kortezwaag in de Friese gemeente Opsterland geboren als zoon van de socialist en dichter van socialistische strijdliederen Rindert van Zinderen Bakker en Ybeltje Meines Meinsma. Zijn officiële achternaam was bij zijn geboorte "Bakker". In 1966 kreeg hij bij Koninklijk Besluit d.d. 19 september 1966 toestemming om zijn geslachtsnaam "Bakker" te wijzigen in "Van Zinderen Bakker".
Na kort in het bedrijfsleven te hebben gewerkt begon hij op 19-jarige leeftijd in 1906 aan een ambtelijke loopbaan als tweede klerk bij het toenmalige ministerie van Landbouw, Nijverheid en Handel. In 1922 was hij opgeklommen tot chef van de afdeling Comptabiliteit van dit ministerie. Daarna switchte hij naar het ministerie van Financiën, waar hij zijn loopbaan eindigde als raadsadviseur. Deze functie vervulde hij van 1946 tot zijn pensionnering in 1951.

### De Hoge Veluwe
Vanaf 1935 hield Bakker zich bezig met het Nationaal Park De Hoge Veluwe. Hij vertegenwoordigde het ministerie van Financiën in het stichtingsbestuur. Ook had hij als liquidateur van de Nederlandsche Uitvoer Maatschappij (NUM), die een lening van ruim acht ton had verstrekt aan het park, grote invloed op het financiële beleid van de stichting. Hij kwam daarbij meerdere malen in conflict met het dagelijks bestuur van het park, waarbij Helene Kröller-Müller en Henri Marchant zijn belangrijkste opponenten waren. Bakker ijverde voor een horecavoorziening in het midden van het park en een drastische inkrimping van de wildpopulatie, zaken die voor zijn tegenstanders in het bestuur onverteerbaar waren. Tijdens de Tweede Wereldoorlog zagen zij kans om Bakker op een zijspoort te rangeren. Na de Tweede Wereldoorlog werden de bakens ingrijpend verzet. Hij kreeg de opdracht de gang van zaken tijdens de Tweede Wereldoorlog te onderzoeken en orde op zaken te stellen. Onder zijn leiding werd het park hersteld. Ook realiseerde hij midden in het park het restaurant De Koperen Kop. Mede dankzij de publicaties over de Hoge Veluwe van de door hem aangetrokken medewerker A.B. Wigman stegen de bezoekersaantallen. Na een uitspraak van de Raad voor het Rechtsherstel werd het oude bestuur weer in ere hersteld. Voor Bakker was deze gang van zaken de reden om een brochure het licht de doen zien, met als titel " "Is Mr. H.P. Marchant moreel gerechtigd zich andermaal met de zaken van de Hooge Veluwe in te laten?". Bakker bleef tot 1955 als bestuurslid betrokken bij de Hoge Veluwe. In 1964 legde hij ook zijn functie bij de NUM neer.

### Persoonlijk
Bakker trouwde op 30 mei 1913 met Jacoba Wilhelmina Knies. In 1938 werd hij benoemd tot ridder in de Orde van de Nederlandse Leeuw. Hij overleed in 1973 op 87-jarige leeftijd in Den Haag.